# Nou Barris
Nou Barris este un district din Barcelona.

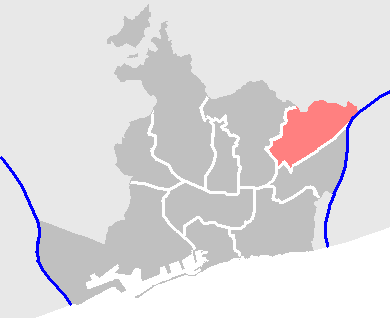
Ditrictul Nou Barris pe harta Barcelonei